# Vĩnh Thạnh, Giồng Riềng
Vĩnh Thạnh là một xã thuộc huyện Giồng Riềng, tỉnh Kiên Giang, Việt Nam.

## Địa lý
Xã Vĩnh Thạnh có vị trí địa lý:
- Phía đông giáp xã Vĩnh Phú và xã Hòa Thuận
- Phía tây giáp thị trấn Giồng Riềng
- Phía nam giáp huyện Gò Quao và xã Long Thạnh
- Phía bắc giáp xã Ngọc Chúc.

Xã Vĩnh Thạnh có diện tích 28,89 km², dân số năm 2020 là 10.161 người, mật độ dân số đạt 352 người/km².

## Hành chính
Xã Vĩnh Thạnh được chia thành 7 ấp: Nguyễn Hưởng, Nguyễn Vũ, Vĩnh Lộc, Vĩnh Lợi, Vĩnh Phú, Vĩnh Thanh, Vĩnh Thành.

## Lịch sử
Sau năm 1975, Vĩnh Thạnh là một xã thuộc huyện Giồng Riềng.
Ngày 27 tháng 9 năm 1983, Hội đồng Bộ trưởng ban hành Quyết định số 107-HĐBT về việc chia xã Vĩnh Thạnh thành 3 xã lấy tên là xã Vĩnh Thạnh, xã Vĩnh An Phú và xã Vĩnh Phước Hoà.
Ngày 31 tháng 5 năm 1991, Ban Tổ chức Chính phủ ban hành Quyết định số 288-TCCP về việc sáp nhập hai xã Vĩnh An Phú và Vĩnh Phước Hòa vào xã Vĩnh Thạnh.
Ngày 26 tháng 7 năm 2005, Chính phủ ban hành Nghị định số 97/2005/NĐ-CP về việc thành lập xã Vĩnh Phú trên cơ sở 2.730 ha diện tích tự nhiên và 4.968 nhân khẩu của xã Vĩnh Thạnh.
Sau khi thành lập xã Vĩnh Phú, xã Vĩnh Thạnh còn lại 2.470 ha diện tích tự nhiên và 9.563 nhân khẩu.